# Bygg på mig
"Bygg på mig" är en svensk popsång från 1993 av Anders Glenmark. Den finns med på hans åttonde studioalbum Boogie i mitt huvud från 1993 och utgavs även som singel samma år.
"Bygg på mig" producerades av Glenmark och spelades in i Polar Studios. Låten tog sig in på Svenska singellistan. Där stannade den en vecka på plats 39. Den låg även åtta veckor på Svensktoppen mellan den 7 februari och 28 mars 1993. Där nådde den tredje plats som bästa placering.

## Låtlista
Alla låtar är skrivna av Anders Glenmark.

### 7"
Sida A
1. "Bygg på mig" – 4:00

Sida B
1. "Bygg på mig (längre)" – 5:35

### CD
1. "Bygg på mig" – 4:00
2. "Bygg på mig (längre)" – 5:35

## Listplaceringar
| Lista (1993) | Position |
| ------------ | -------- |
| Sverige      | 39       |